# Benacazón
Benacazón is een gemeente in de Spaanse provincie Sevilla in de regio Andalusië met een oppervlakte van 32 km². In 2007 telde Benacazón 6089 inwoners.

## Demografische ontwikkeling
Bron: INE, 1857-2011: volkstellingen